# Woman in Love
För andra betydelser, se Woman in Love (olika betydelser).
Woman in Love är en sång skriven av Barry Gibb och Robin Gibb, och inspelad av Barbra Streisand på albumet Guilty 1980. Den tilldelades musikpriset Ivor Novello Awards för 1980 års bästa sång (musik- eller textmässigt). Singeln blev en stor internationell framgång, och hade i december 1980 enligt Billboard sålt i 2,5 miljoner exemplar världen över.

## Låtlista (singel)
| Sida | Titel           | Längds |
| ---- | --------------- | ------ |
| A    | "Woman in Love" | 3:48   |
| B    | "Run Wild"      | 4:05   |

## Medverkande
| Barbra Streisand | sång                         |
| Barry Gibb       | akustisk gitarr, arrangemang |
| Pete Carr        | sologitarr                   |
| Richard Tee      | klaviatur, elpiano           |
| Harold Cowart    | Basgitarr                    |
| Steve Gadd       | Trummor                      |
| Joe Lala         | Shaker                       |
| Denise Maynelli  | Bakgrundssång                |
| Myrna Mathews    | Bakgrundssång                |
| Marti McCall     | Bakgrundssång                |
| Jerry Peel       | Valthorn                     |

## Listplaceringar
| Lista (1980)            | Topplacering |
| ----------------------- | ------------ |
| Australien              | 1            |
| Frankrike               | 1            |
| Republiken Irland       | 1            |
| Kanada                  | 1            |
| Nederländerna           | 1            |
| Norge                   | 1            |
| Nya Zeeland             | 2            |
| Schweiz                 | 1            |
| Sverige                 | 1            |
| Spanien                 | 1            |
| Storbritannien          | 1            |
| USA , Billboard Hot 100 | 1            |
| USA, Adult Contemporary | 1            |
| Västtyskland            | 1            |
| Lista (1981)            | Topplacering |
| Italien                 | 1            |
| Österrike               | 1            |

| Country        | Placering |
| -------------- | --------- |
| Australien     | 21        |
| Frankrike      | 1         |
| Västtyskland   | 24        |
| Storbritannien | 2         |
| USA            | 35        |
| Sydafrika      | 2         |
| Singapore      | 4         |

### Fotnoter
1. ↑   Streisand Disks Dominate Global Charts. Billboard Magazine. 6 december 1980. http://books.google.com.br/books?id=3SQEAAAAMBAJ&pg=PT3&dq=barbra+streisand+woman+in+love+single+millions&hl=pt-BR&sa=X&ei=6ziSU5HLLMHJsQTz4YAQ&ved=0CEAQ6AEwBDgK#v=onepage&q=barbra%20streisand%20woman%20in%20love%20single%20millions&f=false. Läst 18 juni 2014
2. ↑  IrishCharts.ie Irländska singellistan, sökning (hämtdatum: 18 juni 2014)
3. ↑  Nederlandse Top 40, vecka 42 1980 (hämtdatum: 18 juni 2014)
4. ↑  Norska listorna "Woman in Love" (hämtdatum: 18 juni 2014)
5. ↑  officiella schweiziska listorna (hämtdatum: 18 juni 2014)
6. ↑  Svenska listorna "Woman in Love" (hämtdatum: 18 juni 2014)
7. ↑  Infinity charts Västtyska topp 20 - december 1980 (hämtdatum: 18 juni 2014)
8. ↑  Officiella österrikiska singellistorna "Woman in Love" page. Notera: lista publicerad varannan vecka (hämtdatum: 18 juni 2014)